# Paracyphocrania
Paracyphocrania is een geslacht van Phasmatodea uit de familie Phasmatidae. De wetenschappelijke naam van dit geslacht is voor het eerst geldig gepubliceerd in 1908 door Redtenbacher.

## Soorten
Het geslacht Paracyphocrania omvat de volgende soorten:
- Paracyphocrania lativentris Redtenbacher, 1908
- Paracyphocrania tecticollis (Redtenbacher, 1908)